# Небуш
Небуш е мегалитно светилище разположено в едноименната местност в землището на разложкото село Елешница. Обектът е разположен непосредствено на западния бряг на река Места, на склона, след параклиса посветен на Света Варвара при махала Баните. Учените предполагат, че в тази местност се е намирал и римският град Елиос.

## Описание и особености
По средата на склон, под който е локализиран малък извор се наблюдава струпване от мегалитни блокове, които образуват помежду си грубо оформен трилитон (композиция от три скали наподобяващи арка), с тесен процеп за провиране. Процепът е ориентиран изток-запад и дължината му е приблизително 2.10 m. Средната височина и ширина на процепа е 0.50 х 0.50 m, като в най-широката част е около 0.70 m, а в най-ниската западна част отворът е стеснен от пропаднали в него камъни. Общата височина на обекта е около 2.70 m и приблизително същата ширина. Зад южния носещ камък в посока запад продължава каменно струпване, което носи чертите на груб мегалитен градеж. Пред същия южен камък се наблюдават два укрепващи блока. Южният мегалитен къс е изправен блок с височина 1.90 m, а общата дължина на съоръжението от юг е около 3.5 m. Северният носещ мегалитен къс е с триъгълна форма и ширина на основата около 0.90 m и височина 1.0 m, като разликата с височината на южния мегалитен къс се компенсира от разположението и формата на горния засводяващ камък и денивелацията на терена. Горният засводяващ камък е с формата на неправилна елипса и по-скоро е „заседнал“ между двата носещи камъка. Гледано от юг съоръжението напомня на човешка фигура, чието лице е обърнато на изток.
Мегалитните съоръжения от подобен вид често се срещат в този регион на Древна Тракия, като представляват интегрална част от комплекса на дадено светилище. Немалко от тези т.нар. "провирачки/провирала" все още се използват, макар и понякога функцията им да е силно профанизирана, а съставни части от обредите изпълнявани в древността да са безвъзвратно изгубени. Много често на такива обекти се провеждат оздравителни или очистващи магически практики, при които болният се провира през отвора, след което оставя стара дреха, завързва конец или оставя монета в символичен дар за здравето, което получава.
Композицията на тези съоръжения е различна, но задължителен компонент е арката оформяща процеп, който да създава усещането у провиращия се за натиск и притискане към камъка. Често срещана конструкция е трилитона – арка от три огромни камъка, два носещи и един напречен, които да образуват помежду си тесен проход – от района на Югозападна Тракия едни от най-известните са трилитът при Царев връх в Рила планина и провиралото при Скрибина край село Крибул.
По разкази на местни представители от населеното място скалната арка при село Елешница също се е използвала за изпълняване на обредно-магически практики – главно за лекуване на уплах – свидетелство за това са конците, които са връзвани по околните дървета.